# Platyarthrus costulatus
Platyarthrus costulatus är en kräftdjursart som beskrevs av Karl Wilhelm Verhoeff1908. Platyarthrus costulatus ingår i släktet Platyarthrus och familjen myrbogråsuggor. Inga underarter finns listade i Catalogue of Life.